# Миколюк, Анна Ивановна
Анна Ивановна Миколюк — советский хозяйственный деятель, лауреат Государственной премии СССР за выдающиеся достижения в труде, полный кавалер ордена Трудовой Славы.

## Биография
Родилась в 1928 году в селе Лысогора. Член КПСС.
В 1943—1991 — доярка, оператор машинного доения коров колхоза «Прогресс» села Ксаверовка Винницкого района Винницкой области.
Указами Президиума Верховного Совета СССР от 14 февраля 1975 года и 24 декабря 1976 года соответственно за досрочное выполнение социалистических обязательств награждена орденами Трудовой Славы III и II степеней.
Указом Президиума Верховного Совета СССР от 5 декабря 1985 года награждена орденом Трудовой Славы I степени, став полным кавалером ордена Трудовой Славы.
Как выдающаяся работница животноводческой бригады, была в составе коллектива животноводов удостоена Государственной премии СССР за выдающиеся достижения в труде 1990 года.
Живёт в селе Лысогора.

## Награды
- Орден Ленина (1971)
- Орден Знак Почёта (1966)